# Master and Commander: La capătul Pământului
Master and Commander: La capătul Pământului (titlu original: Master and Commander: The Far Side of the World) este un film epic istoric dramatic din 2003 regizat de Peter Weir. În rolurile principale joacă actorii Russell Crowe, Paul Bettany, Billy Boyd, James D'Arcy și Edward Woodall. A primit 2 premii Oscar și 7 nominalizări precum și 3 nominalizări la Globul de Aur. Povestea filmului are loc în mai 1805, în timpul războaielor napoleoniene. Scenariul și personajele sunt bazate pe trei romane ale autorului Patrick O'Brian din seria Aubrey–Maturin.
La a 76-a ediție a Premiilor Oscar, filmul a fost nominalizat la 10 premii, inclusiv pentru cel mai bun film. Master and Commander: La capătul Pământului a câștigat două premii, pentru cea mai bună imagine și pentru cea mai bună editare sonoră și a pierdut la toate celelalte categorii în fața filmului Stăpânul Inelelor: Întoarcerea Regelui.

## Prezentare
În aprilie 1805, în timpul războaielor napoleoniene, fregata britanică H.M.S. Surprise aflată sub comanda Căpitanului Jack Aubrey are misiunea de a urmări și de a captura sau distruge nava-corsar franceză Acheron. Acesta se află în prezent în Atlanticul de lângă America de Sud pentru a trece spre Pacific, în scopul de a extinde peste mări războaiele lui Napoleon. Această sarcină va fi una dificilă, deoarece Aubrey își dă repede din prima luptă cu Acheron că acesta este un vas mai mare și mai rapid decât H.M.S. Surprise, H.M.S. Surprise fiind în dezavantaj.

## Distribuție
- Captain Jack Aubrey – Russell Crowe
- Dr. Stephen Maturin – Paul Bettany
- First Lieutenant / Acting Captain Thomas Pullings – James D'Arcy
- Second Lieutenant William Mowett – Edward Woodall
- Captain Howard, Royal Marines – Chris Larkin
- Midshipman Lord William Blakeney – Max Pirkis
- Midshipman Boyle – Jack Randall
- Midshipman / Acting Third Lieutenant Peter Myles Calamy – Max Benitz
- Midshipman Hollom – Lee Ingleby
- Midshipman Williamson – Richard Pates
- John Allen, Sailing Master – Robert Pugh
- Mr. Higgins, Surgeon's Mate – Richard McCabe
- Mr. Hollar, Boatswain – Ian Mercer
- Mr. Lamb, Carpenter – Tony Dolan
- Preserved Killick, Captain's Steward – David Threlfall
- Barrett Bonden, Captain's Coxswain – Billy Boyd
- Joseph Nagle, Carpenter's Mate – Bryan Dick
- William Warley, Captain of Mizzentop – Joseph Morgan
- Joe Plaice, Able Seaman – George Innes
- Michael Doudle, Able Seaman – William Mannering
- Awkward Davies, Able Seaman – Patrick Gallagher
- Nehemiah Slade, Able Seaman – Alex Palmer
- Mr. Hogg, Whaler – Mark Lewis Jones
- Padeen Colman, Loblolly Boy – John DeSantis
- Black Bill, Steward's Mate – Ousmane Thiam
- Young Sponge – Konstantine Kurelias
- Captain of the Acheron – Thierry Segall
- Private Trollope – Aidan Black
- Jemmy Ducks – Sebastian Grubb